# 安達 (選區)
安達（英語：On Tat，代號J14）是香港觀塘區議會下轄的選區，2019年設立，2023年取消，區議員是民主建港協進聯盟成員許有為。

## 範圍
選區位於安達臣道發展計劃的地帶，包括安達邨大部分樓宇，但愛達樓及誠達樓則屬於不同高度的秀茂坪中選區，與其相連的選區有秀茂坪中與及寶達，北面以安達臣道為界連接西貢區，名稱來自安達邨，投票站設於聖公會聖約翰曾肇添小學。

## 沿革
2018年選舉管理委員會因應安泰邨安達邨落成帶動原有寶達選區2019年的預計人口遠遠超出法例上限，故此增加新選區以吸納超出的人口。當中以安達邨除愛達樓及誠達樓外劃出本區，而愛達、誠達樓則劃到秀茂坪中選區，使周邊選區人口調整到法例許可幅度之內。由於新增席位破壞單一屋邨劃為單一選區的慣例，居民指有關劃界改動會破壞社區和諧。諮詢時接獲正反意見，但基於未能有其他可行方案，結果維持原有計劃，劃出本選區。
2019年區議會選舉，由民建聯成員許有為以3,499票多於主要對手秀達服務團隊蕭浩然的2,393票勝出，成為本區首名議員。

## 歷屆議員
| 屆別           | 議員   | 政治聯繫 | 政治聯繫 |
| -------------- | ------ | -------- | -------- |
| 2020年－2023年 | 許有為 |          | 民建聯   |

## 歷屆選舉結果
| 政党   | 政党       | 候选人    | 票数  | %     | ±      |
| ------ | ---------- | --------- | ----- | ----- | ------ |
|        | 獨立       | ①. 李承璋 | 38    | 0.64  | 新選區 |
|        | 獨立       | ②. 劉伯遠 | 43    | 0.72  | 新選區 |
|        | 獨立民主派 | ③. 蕭浩然 | 2,393 | 40.08 | 新選區 |
|        | 民建聯     | ④. 許有為 | 3,499 | 58.60 | 新選區 |
| 多数票 | 多数票     | 多数票    | 1,106 | 18.52 | 新選區 |